# Апсирт

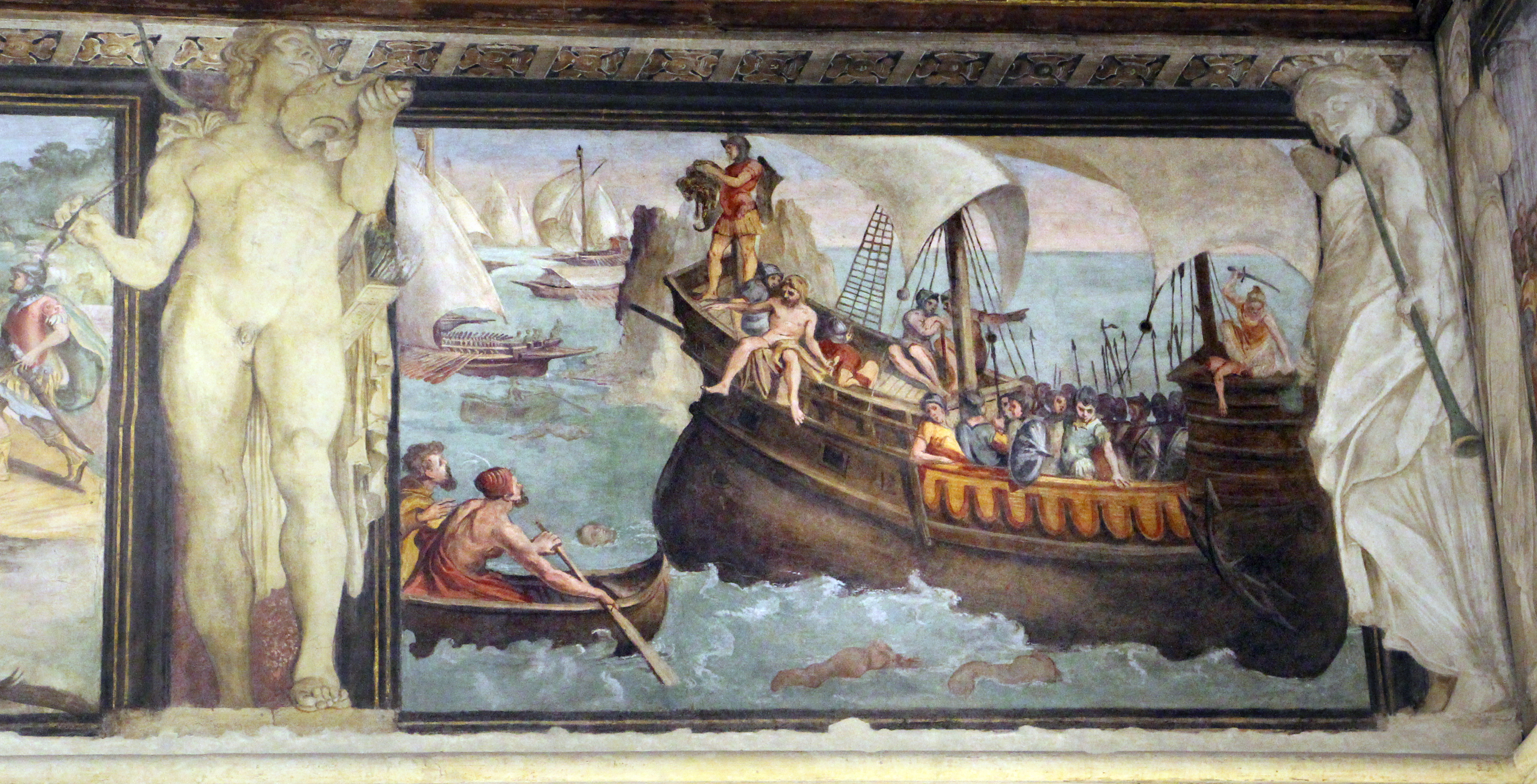

Апси́рт (др.-греч. Ἄψυρτος, или Абсирт) — в древнегреческой мифологии — сын Ээта и Идии (или Ээта и Астеродеи, у Софокла Ээта и Неэры), единокровный брат Медеи.
В соответствии с наиболее распространённым преданием, юный Апсирт отправился в плавание вместе с аргонавтами. Медея убила Апсирта и, разрезав его тело на мелкие куски, разбросала их в море по пути следования своего отца, преследовавшего Ясона. Тем самым она облегчила бегство аргонавтов из Колхиды. В трагедии Софокла «Колхидянки» Апсирта убивали ещё во дворце Ээта.
Согласно Овидию, Ээт назвал место захоронения Томы.
По другому рассказу, Апсирт был взрослым воином, он преследовал аргонавтов с войском и догнал их на острове Афины, где был убит Ясоном. Колхи, пришедшие с Апсиртом, остались там и основали город Абсор.
- См. Цицерон. О природе богов III 67 (цитата из «Медеи» Акция ?).